# トト! the wonderful adventure
『トト! the wonderful adventure』（トト ザ・ワンダフル・アドベンチャー）は、長田悠幸による日本の漫画。『週刊少年マガジン』（講談社）で連載されていた。単行本は全5巻。

## あらすじ
島の少年・カカシは、他界したと聞かされた父親の、唯一の遺品である日記を読み、冒険心に火が点いた。島脱出を何度も試みていた毎日だったが、ある日一隻の飛行船が島に訪れた。カカシはその飛行船に乗り込む事を決意する。しかし、その船は既に男鶏団という盗賊団にハイジャックされていた。そして、カカシが飛行船の中で偶然出会った一匹の仔犬の正体とは!?

## 世界観
50年前の大戦は、全世界を破滅に追い込んだ。世界の半分は荒野となり果て、文明は崩壊した。人類の歴史は終わったかに見えたが、過去の文化・技術を取り戻し始めた人類は、再び発展を始め、現在は第二次産業時代を迎えていた。

## 登場人物

### カカシ一行
カカシ
本作の主人公。「犬の腕輪」の装者。父親の日記を読んだのがきっかけで、世界を見る為に旅に出た。団長から、ゴーグル、ジャケット、世界地図を授かり、肌身離さず持っている。カラクサから、父親であるニック・Qが実は生きていたと聞き、ニック・Qに再会すべく、装神具を全て回収する事を決意する。男鶏団に習い、自分も「仁義」を重んじる事を心掛けている。「ザ☆お笑いチャンピオンバトル」では、ダムとコンビを組み、コンビ名「毛人間帝国」として出場した。（このコンビ名は、カカシが提案した「カカシ＆毛人間」と、ダムの提案した「ダム帝国」をくっつけたもので、主催者側に勝手に決められてしまった。）カカシというのは、団長が付けた名前なので本名ではないと思われる。
犬パンチ
トトを左腕から出した状態で、パンチを繰り出す技。ドロシーとノイルには「凄いけど技名がダサイ」とツッコまれている。
犬キャノン
トトが『喰』で「大砲」を再構築して、トトの口部分から大砲を発射する技。
犬の盾
トトが『喰』で「盾」を再構築して、トトの口部分を盾として変化させる技。
犬ロケットアッパー
トトが『喰』で「鉄腕」を再構築して、鉄腕のブースト機能を最大限に発揮し、そのままアッパーを繰り出す技。
犬ホーン
トトが『喰』で「スピーカー」を再構築し、爆音を放つ技。直接的な攻撃力はないが、音であるため防御は不可能。
犬の壁
トトが『喰』で「車のドア」を再構築して、トトの口部分を壁として変化させる技。基本的に用途としては、「犬の盾」と大差はない。

トト
カカシが飛行船の中で出会った仔犬。カカシの左腕に融着後は、「犬の腕輪」に宿る事になった。元は大ナッソー帝国軍の実験体だった。右耳の部分だけ、他の部分の色と違う。名前はドロシーが付けた。
ドロシー
本作のヒロイン。「聖（セント）カンサス学園」（全寮制）中等部トルネード旋術部部長で、トルネード旋術の使い手。小学生の頃から両親と離れて寮で生活していた。両親に会うべく、「翠の都」を目指す。旋術三段所持者。トトの事をとても可愛がっていて、トトを元の姿に戻す為に北のウィッチに加入する。「ザ☆お笑いチャンピオンバトル」では、チャド（ニック・Q）とコンビを組み、コンビ名「チャド＆ドロシー」として出場した。駄洒落が寒い。口癖は「バカじゃないの」。
一舞蔓炎（いちぶまんえん）
トルネード旋術の奥技の一つ。凄まじい旋風を巻き起こす技。
舞腰（ぶよう）
腰の高速回転の極み。
大旋転（だいせんてん）
遠心力を利用して、相手を上空へ投げ飛ばす技。
芯巻旋（しんかんせん）
ジェットホーキを噴射させ、その勢いのまま敵に突進し、数回の旋回と共にジェットホーキを振り下ろし攻撃する技。

ノイル（リオン）
元大ナッソー帝国軍人。デゴ・シティに住んでいた。芸人志望だが、極度のアガリ性（ステージに5人以上客が居たら上がってしまう程）。芸人・タカシに弟子入りする為に「翠の都」を目指す。リオンというのは芸名で（正式な芸名は「百芸の王リオン」）、ノイル（NOIL）の綴りを逆から読んでリオン（LION）。リオンという芸名を考えてからは、ノイルと呼ぶ者はいなくなった。自力で機関車を造ったりした事から、手先は器用なのが窺える。ミリカに好意を抱いている。カカシ達と旅に出てからは、常に大ナッソー帝国軍の軍服を着用していたが、ギャロット町のカジノで負け、服を取られてからは、ワンダー一家から貰ったであろう着ぐるみを着用している。作中では殆ど活躍出来ず、自分の十八番である「ザ☆お笑いチャンピオンバトル」の際には豪く張り切っていたが、そこでも大した活躍は出来ず仕舞いだった。
アリス
ワンダー一家の二代目組長の少女。「兎の耳飾り」の装者。ギャロット町でギャングをやっていた。関西弁でお笑い好き。クロックの妹。クロックが時計塔の下敷きになる直前に、『跳』でアリスに「兎の耳飾り」を渡し、新たに「兎の耳飾り」の装者となった。自分が装者になった事と、助けて貰った恩義を報いる為に、カカシ達に付いてくる事を決意した。「ザ☆お笑いチャンピオンバトル」では、ペイズリーとコンビを組み、コンビ名「M・M・R」（マジックマシンガンレボリューション）として出場した。
ダムダ・ダム
大ナッソー帝国軍の少佐。左腕が機械の義手。左腕の鉄腕のアタッチメントを取り換える事で、様々な攻撃や移動に応用できる。父親が大ナッソー帝国軍を裏切ったせいで、裏切り者の子と罵られ続けて育った。カカシには、よく「モミアゲオヤジ」と呼ばれている。「ザ☆お笑いチャンピオンバトル」では、カカシとコンビを組み、コンビ名「毛人間帝国」として出場した。（このコンビ名は、カカシが提案した「カカシ＆毛人間」と、ダムの提案した「ダム帝国」をくっつけたもので、主催者側に勝手に決められてしまった。）「ザ☆お笑いチャンピオンバトル」を終えたあと、任務に失敗したことから、「もう軍には戻れぬ」と言い、勝手にカカシ達に付いてくることとなった。一人称は「我輩」。
鉄腕烈拳（アイアンアームヒートナックル）
鉄腕からブースターのようなものを一気に噴射させ、その勢いのまま火炎を伴ったパンチを繰り出す技。

### 大ナッソー帝国軍
ノイル（リオン）
#カカシ一行参照。
ダムダ・ダム
#カカシ一行参照。
ヴィオ
中尉。老人に変装し、カカシ達を騙し、「犬の腕輪」を回収しようとした。だが、回収に失敗し、本部命令を受けたショパンによって殺された。持論は、「世界は汚く醜いものばかり」。
ショパン
伍長。「蛇の指輪」の装者。特殺部隊長。ヘッドホン、眼鏡がトレードマーク。800人の兵士の中から、地獄の様な訓練と実験の中ただ一人生き残り、「蛇の指輪」の装者となった。最終的には、「蛇の指輪」の大蛇に見限られ、自分自身が大蛇に咬まれ、石化してしまった。
五線のスコール
「蛇の指輪」の神技『蠱』の第一楽章。五本の指を同時に蛇させ、対象の頭上から雨の如く降らせ攻撃する。咬まれた相手(生命)は、悪夢を見ながら石化の毒に冒され石になってしまう。そして、石になった身体は、じきに灰になってしまう。
乱舞（らんぶ）
「蛇の指輪」の神技『蠱』の第二楽章。蛇を対象に絡ませ、そのまま振り回し攻撃する技。
死の森
「蛇の指輪」の神技『蠱』の第三楽章。蛇に周囲の森の木を咬ませ、森全体を石化させてしまう大技。
幻顎五蟲葬「暗黒の穴（ブラックホール）」
「蛇の指輪」の神技『蠱』の最終楽章。五指の蛇を合体し、1つの巨大な蛇として、そのまま対象に襲いかかる必殺技。

ワッズ
少佐。チェーンソーを武器として愛用している。
千斬り（サウンザンドスライス）
両手のチェンソーを作動させ、高速で敵を斬り刻む技。

### 男鶏団（マンチキンだん）
団長（TEQUILA）
男鶏団の長で、部下には「団長」（オヤジ）と呼ばれ、慕われている。カカシには「団長」（おっさん）と呼ばれている。カカシに名前を付けた人物。（カカシの名の由来は、畑の案山子に似ていることから。）息子は既に他界した。スキンヘッド。飛行船に乗っている最中に大ナッソー帝国軍の砲撃を受け、カカシに最後の落下傘を譲り、飛行船もろとも墜落した。一時期は死んだかと思われていたが、クロック篇で、重傷を負いながらも再登場を果たした。アリスは「渋くて男前」だと思っている。一巻のおまけページによると、名前は「TEQUILA」。
SHERRY
男鶏団の一員。しばしば前髪で目が隠れている。白髪。
COOKTAIL
男鶏団の一員。左目の下に三日月状の傷がある。
VODKA
男鶏団の一員。眼帯を付けている。
LAO
男鶏団の一員。太っている。
BOURBON
男鶏団の一員。シルクハットを被っている。
COGNAC
男鶏団の一員。サングラスを掛けている。
RUM
男鶏団の一員。しばしば前髪で目が隠れている。
SCOTCH
男鶏団の一員。頭にネットを被り、口を「男鶏」と書かれたバンダナで覆っている。
BLANDY
男鶏団の一員。肌が黒い。
GIN
男鶏団の一員。金髪。

### 北のウィッチ
カラクサ
北部ウィッチ所長。
ペイズリー
北部ウィッチの調査官。外見は、正に魔女。（カカシ達が最初、見間違えた程。）「ネゴシック柔術」の段位を持っている。「ザ☆お笑いチャンピオンバトル」では、アリスとコンビを組み、コンビ名「M・M・R」（マジックマシンガンレボリューション）として出場した。
レッド
北部ウィッチの一員。「猿の頭輪」の装者。頭に常時、赤い頭巾を被っている。方向音痴。「ザ☆お笑いチャンピオンバトル」では、ノイルとコンビを組み、コンビ名「猿獅子」（さるじし）としてエントリーしたが、トイレに行く道に迷っていた所為で出場出来なかった。
猿岩石（イエンイアンシー）
「猿の頭輪」から、自身の腕より一回りも大きい両腕を召喚し、上空から落下し敵の頭上に拳を叩きつける技。
猿掌（イエンツアン）
「猿の頭輪」から、自身の腕より一回りも大きい両腕を召喚し、掌底を繰り出す技。

### ワンダー一家
アリス
#カカシ一行参照。
ランド・ワンダー
ワンダー一家の一代目組長。養女として引き取ったアリスを、心から愛していた。5年前、クロックに殺害された。
パンプティ
ワンダー一家の一員。老人で、常に両目を閉じている。体中に、無数の痛ましい傷がある。アリス一筋。
リザード
ワンダー一家の一員。アリス一筋。
ペッパー
ワンダー一家の一員。クロックの『跳』で飛ばされた壁の下敷きになり、敢え無く死亡した。
ピッグス
ワンダー一家の一員。小太りでモヒカン刈り。クロックの『跳』で飛ばされた壁の下敷きになり、敢え無く死亡した。

### 上記以外の主要人物
ニック・Q
カカシの父親。冒険家で、カカシは死んだと聞かされてきたが、実は生きていた。封印された12の装神具を再び世界にばら撒いた人物。「ザ☆チャンピオンバトル」では、過去11年間連続優勝し、装神具を手に入れ続けたので、主催者側の判断で出場禁止となっていたのだが、「チャド」という偽名を使い、ドロシーの相方として「ザ☆お笑いチャンピオンバトル」に出場し、見事優勝を果たした。ろくな写真が残っていない。
爽 健尾（そう けんび）
トルネード旋術の最高権威の師範で、敬称は「旋神」（せんしん）。ファンには「爽様」と呼ばれている。個室は、自身のブロマイドと全身タイツで敷き詰められている。通信販売で腰痛用マッサージベルトを購入し、愛用していた。
舞腰（ぶよう）
腰の高速回転の極み。

クロック
兎銃會（ウチャカグループ）の組長。「兎の耳飾り」の装者で、『跳』を巧みに使いこなす。アリスの兄。爽健尾の一番弟子で、トルネード旋術も得意。幼少の頃、金に目が眩み、アリスを手放してしまった事が原因で、二度と己に負けない為に、執拗に「金」と「力」に執着する様になってしまった。カカシとの一騎討ちで、最終的には時計塔の下敷きになってしまう。その直前に、『跳』でアリスに自分の「兎の耳飾り」を託す。最後にはアリスと和解したようだ。子供の時と髪の色が違うのは、アリスに実兄だと悟られぬよう染めたのだと思われる。眉毛が無く、目の周りに隈がある。普段は標準語で話すが、キレると関西弁になる。
兎銃（ウチャカ）
指先で壁を円柱状に刳り貫き大量に『跳』させ、相手の全方位からそれを発射してマシンガンの如く攻撃する技。

### その他の人物
ミリカ
ノイルが想いを寄せる女性。一人で酒場を経営している。父親は機関士だったが、生き甲斐だった機関車を壊され、失意のうちに亡くなった。そのせいか、軍人を嫌っている。
チャヅル
「聖（セント）オクランド学園」の生徒で、トルネード旋術部に所属している。ドロシーとはライバル同士で、次の大会でドロシーに勝つ為に、学校を休学し、茶連寺で毎日修行に勤しんでいる。「茶連寺アタック十六」では、取りの十六番目を担った事から、実力は確かの様である。
千恵紗（チエシャ）
ワンダー一家がお世話になっていた占い屋の老婆。愛称は「マダム」。
タカシ
超大御所芸人、元・「Wピート」の“ピートタカシ”。ノイルが最も尊敬する天才ボケ芸人。戦後にお笑いブームに火を点け、出る番組は軒並み大ヒットし、ピンになっても数十人の弟子と軍団を組んだり、最近は映画も撮っているらしい。
チヨシ
タカシの相方。「Wピート」の“ピートチヨシ”。

## 組織・団体
男鶏団（マンチキンだん）
世界を股にかける大盗賊団。団員は皆、色んな形で団長に命を拾われた身なので、団長への恩返しの気持ちも込めて、「仁義」を重んじる。ワンダー一家とは古い付き合い。メンバーは団長を含め11人まで存在が確認されているが、それ以上いるかは不明である。一巻のおまけページによると、メンバーの名前は酒から取ったものだと思われる。
大ナッソー帝国軍（だいナッソーていこくぐん）
この世界を牛耳る大国の一つで、最強最悪と言われる軍事国家。ショパンの台詞から推測すると、現在所持している装神具は6個。「圧倒的な力による支配こそ、争いのない平和な世界を齎す」が理念。
特殺部隊（とくさつぶたい）
大ナッソー帝国軍の裏側で暗躍する、不祥事の後始末を行う特殊暗殺のプロフェッショナル集団。ノイルの様な一般兵は存在を知らない。

ウィッチ
装神具回収封印組織。「World Institute of Twelve Creator's Heritage」（世界十二神遺産研究所）のスペルの頭文字をそれぞれ取って、「W．I．T．C．H」（ウィッチ）。装神具回収は、装者と調査官の二人一組で行う。その為、調査官には知識と体力が要求されるので、雇用要項31条に「調査官は拳術・柔術・旋術のいずれか3段以上の段位を所持」というのがある。
北のウィッチ
ペイズリー達が属しているウィッチ。
西のウィッチ
組織を裏切り、大ナッソー帝国軍側についたウィッチ。

ワンダー一家
ギャング。一代目組長はワンダー、二代目組長はアリス。ワンダーがクロックに殺害された事で、一家は脆くも崩れ、家族（ファミリー）は次々とクロックに引き抜かれていき、ワンダー一家の勢力はみるみる小さくなっていってしまった。男鶏団とは古い付き合い。武器庫は車の中にある。
兎銃會（ウチャカグループ）
ギャング。組長はクロック。商店や家を追い出し、次々とギャロット町にカジノを建てていった。メンバーは、全員兎の仮面を着用している。兎銃（ウチャカ）というのは、クロックの使う『跳』から由来している。

## 装神具（アクセサリ）
12個発見されている装身具の形をした道具。世界を秩序付ける12の方位を司るといわれる12の神獣。その神獣達の力を秘めた12の装飾品を得た者は世界を変える力を手に入れるといわれている。故にこれらは神の装飾品、「装神具」（アクセサリ）と呼ばれている。
犬の腕輪（ドッグブレス）
装者／カカシ
腕に嵌める事で、装者の腕と、腕輪に宿る犬の頭部を同化する事が出来る腕輪。数は一個。
『喰』（リメイク）
犬の腕輪の神技（スキル）。犬が食べた金属を体内に取り込み、再生する能力。

蛇の指輪（スネークリング）
装者／ショパン
指に嵌める事で、指を蛇に変化させる事が出来る指輪。計五個。
『蠱』（ゴーゴン）
蛇の指輪の神技。蛇が対象（生命のあるもの）を咬む事で、それを石化する能力。

兎の耳飾り（ラビットピアス）
装者／クロック、アリス
耳に着ける事で、耳を兎の耳に変化させる事が出来る耳飾り。クロックとアリスでは、兎の耳のデザインが若干異なっていた。変化している間は、聴力も上昇する。計二個。
『跳』（スキップ）
兎の耳飾りの神技。手に触れた物質を瞬間移動させる能力。月の力に応じて能力が強くなる。

猿の頭輪（イエントウルン）
装者／レッド
頭部から猿の腕らしきものを出現させることが出来る。神技は不明。
羊の冠（シープクラウン）
装者／？
詳細は不明。「ザ☆お笑いチャンピオンバトル」の賞品とされていた。

## 地名・場所
デゴ・シティ
別名「機関車の町」。大ナッソー帝国軍の駐屯地がある為、軍に占領されている。元は、戦後の大陸交通を支えていた大型機関車や、町中を走っていた小型機関車等があったが、大ナッソー帝国軍に、武器を作るには鉄が要るという理由で、機関車を次々と壊されてしまった。
黄色いレンガの道（イエロー・ブロック・ロード）
一直線の大陸横断線路。終点は「翠の都」。
ノースウィッチの森
山脈に囲まれた、昼でも暗い深い森。森に入って出てこれなくなった機関車や旅人の怨念が渦巻いているという、「魔女伝説」がある。
北のウィッチ本部
北のウィッチの本部。
茶連寺（チャーレンテンプル）
トルネード旋術の総本山。
バイソンキ村
ギャロット町へ向かう途中にある村。
ギャロット町（ギャロットタウン）
カジノの街。
ロックチック王国
50年前の大戦の被害に逢わなかった為、戦前技術が丸々残っている王国。12個の装神具は此処に集められ、封印された。ところが、12年前のある日、変わり者の王様が1年に1度、装神具を賞品に変な大会を開催しだした。大会は毎回テーマが異なり、カカシ達が出場した際には「ザ☆お笑いチャンピオンバトル」だった。（過去には、「料理バトル」、「ダンスバトル」、「のど自慢」、「クイズ大会」等があった。）
翠の都（エメラルド）
カカシ達が目指している都。戦後一番栄えた、世界一の大都会。ドロシーの両親、ノイルの尊敬する芸人・タカシがいるらしい。

## トルネード旋術
作中に出てくる、架空の拳法。「打撃」の拳術、「締め」の柔術と双璧をなす「舞い」の武術。攻撃的な技というよりは、相手の力、スピードを利用した“受け流し”を主とする。その動きの美しさから、女性の使い手が多いのが特徴。
主な使い手
ドロシー、爽健尾、チャヅル、クロック
最高権威
爽健尾
茶連寺（チャーレンテンプル）
トルネード旋術の総本山。
茶連寺アタック十六（ちゃれんじアタックじゅうろく）
特例の飛び級昇段試験。試験を受ける者が、茶連寺の門下生16人と、段位の低い者から順に一人ずつ戦い、全員を倒す事が出来たら合格。
一舞百燭（いちぶひゃくしょく）
一度の舞いで百本の蝋燭の火を消す修行。
一舞蔓炎（いちぶまんえん）
トルネード旋術の奥技の一つ。凄まじい旋風を巻き起こす技。ドロシーが使用。
舞腰（ぶよう）
腰の高速回転の極み。ドロシー、爽健尾が使用。

## 道具・乗り物一覧
バウム号
大陸横断船且つ豪華客船。
鉄腕零式（アイアンアームタイプゼロ）
ダムが愛用している鉄腕の名称。大ナッソー帝国軍の戦前技術の粋を集めた傑作。
鉄風車（アイアンコプター）
鉄腕用予備アタッチメント。プロペラを回転させ、空を飛ぶ事が可能。
鉄颱風（アイアンタイフーン）
鉄腕用予備アタッチメント。鉄風車に改良を加えた物。
ローラーブーツ
北のウィッチのアイテム。裏にローラーが付属しているブーツ。
ジェットホーキ
北のウィッチのアイテム。北のウィッチの持つ戦前技術の一つ。先端がジェット噴射するロッド。

## 用語解説
ギア
この世界の通貨。同作者の別作品、「トト」、「TRIBAL 12」でも、同名の通貨が使われている。
戦前技術（ロスト・テクノロジー）
戦前の技術。
装神具（アクセサリ）
詳しくは「装神具」の項参照。
装者（オーナー）
装神具を使う者。
神技（スキル）
装神具がそれぞれ持っている能力。詳しくは「装神具」の項参照。
調査官（ナビゲーター）
ウィッチの調査官。装者のパートナーで、二人一組で装神具回収するのが基本。
ザ☆チャンピオンバトル
ロックチック王国が主催する大会。優勝賞品は装神具と100万ギア。
ザ☆お笑いチャンピオンバトル
ザ☆チャンピオンバトルの一つ。最強芸人決定戦。原則として、出場者は二人一組のコンビ戦。

## 単行本
- 第1巻 ISBN 4-06-363519-8
- 第2巻 ISBN 4-06-363520-1
- 第3巻 ISBN 4-06-363558-9
- 第4巻 ISBN 4-06-363578-3
- 第5巻 ISBN 4-06-363599-6